# Умершие в ноябре 1942 года
Это список известных людей, соответствующих установленным критериям значимости (см. Википедия:Критерии значимости персоналий), умерших в ноябре 1942 года.
Причина смерти указывается лишь в исключительных случаях (убийство, самоубийство, гибель в результате военных действий, смертная казнь, ДТП или несчастные случаи). В остальных случаях — не указывается.

## 1 ноября
- Голубин, Иван Филиппович — лейтенант Рабоче-крестьянской Красной Армии, участник Великой Отечественной войны, Герой Советского Союза.
- Еллиев, Ефрем Васильевич (35) — чувашский писатель, погиб на фронте
- Дистлер, Хуго (34) — немецкий композитор, покончил жизнь самоубийством из-за травли нацистами.

## 2 ноября

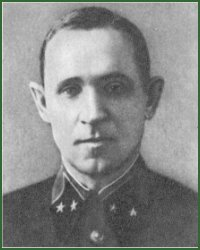
Павел Бодин

- Бодин, Павел Иванович (42) — советский военачальник, генерал-лейтенант (1941), с октября 1941 г. по март 1942 г. — начальник штаба Юго-Западного фронта; с марта по август 1942 г. — Второй заместитель начальника Генерального штаба, с апреля 1942 г. по совместительству — Начальник Оперативного управления Генерального штаба, одновременно в июне—июле 1942 г., исполнял обязанности начальника штаба Юго-Западного и Сталинградского фронтов; в августе— ноябре 1942 г. — начальник штаба Закавказского фронта. Погиб на фронте.
- Болвинов, Василий Александрович — советский военачальник, участник Великой Отечественной войны, командир 149-й стрелковой бригады 62-й армии, погиб на фронте в Сталинграде.
- Тимрот, Готгард Готгардович (74) — российский военачальник, генерал-майор, участник Первой мировой войны. Командир 92-й пехотного Печорского полка, 15-я пехотной дивизии. Умер в Дрездене.

## 3 ноября
- Кошурников, Александр Михайлович (37) — советский учёный, инженер, изыскатель. Погиб на реке Казыр при изыскании трассы от Нижнеудинска до Абакан
- Криворотченко, Сергей Данилович (32) — майор Рабоче-крестьянской Красной Армии, участник Великой Отечественной войны, Герой Советского Союза.
- Штернхейм, Карл — немецкий драматург и писатель-новеллист еврейского происхождения. Покончил жизнь самоубийством в эмиграции в Бельгии после её оккупации нацистпми

## 4 ноября
- Бруно, Пьетро — итальянский офицер, танкист во время Второй мировой войны. Кавалер высшей награды Италии за подвиг на поле боя — золотой медали «За воинскую доблесть» (1942, посмертно). Погиб в бою вовремя второго сражения при Эль-Аламейне
- Кубилюс, Юргис (52) — литовский политический и общественный деятель, губернатор Клайпедского края. (1936—1938). Расстрелян органами НКВД.

## 5 ноября
- Паскуччи, Луиджи — — итальянский офицер, танкист во время Второй мировой войны. Кавалер высшей награды Италии за подвиг на поле боя — золотой медали «За воинскую доблесть» (1942, посмертно). погиб в бою во время второго сражения при Эль-Аламейне

## 6 ноября
- Капшученко, Раиса Николаевна (была известна как Раиса Окипная, 30) — известная украинская советская актриса, прима Киевского оперного театра, участница киевского советского подполья; расстреляна.

## 7 ноября
- Дейч, Арнольд Генрихович — советский разведчик-нелегал, создатель «оксфордской группы» и «кембриджской пятёрки», погиб на потопленном немцами танкере «Донбасс».
- Тимонин, Аксён Филиппович — юный герой-пионер, подпольщик Великой Отечественной войны.
- Чулков, Алексей Петрович (34) — заместитель командира эскадрильи по политической части 751-го авиационного полка дальнего действия 17-й авиационной дивизии дальнего действия, майор, Герой Советского Союза (посмертно). Погиб при выполнении боевого задания.
- Шерипов, Майрбек Джемалдинович — организатор антисоветского движения в Чечне в 1941—1942 гг. Убит в ходе спецоперации НКВД

## 8 ноября
- Карханин, Иван Михайлович — участник Великой Отечественной войны, конный разведчик 434-го стрелкового полка, 169-й стрелковой дивизии, 57-й армии, Сталинградского фронта, красноармеец. Закрыл своим телом амбразуру пулемёта.

## 9 ноября

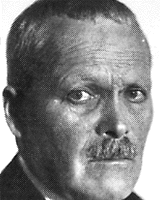
Эрнест Шур

- Барбашев, Пётр Парфёнович (24) — командир отделения 34-го мотострелкового полка НКВД, младший сержант, Герой Советского Союза (посмертно). Погиб в бою.
- Кириченко, Александр Поликарпович — политрук, заместитель командира роты по политической части 168-го стрелкового полка (по другим данным 256-го Краснознамённого гвардейского стрелкового полка), 30-й стрелковой дивизии, 56-й армии, Закавказского фронта, Герой Советского Союза (посмертно). Погиб в бою.
- Леонский, Эдвард (24) — американский солдат и австралийский серийный убийца.
- Оливер, Эдна Мэй (59) — американская актриса, номинантка на премию «Оскар».
- Шуар, Эрнест (85) — швейцарский политик, президент(1924).

## 10 ноября
- Дымченко, Пётр Леонтьевич (24) — заместитель командира эскадрильи 659-го истребительного авиационного полка (288-я истребительная авиационная дивизия, 1-й смешанный авиационный корпус, 8-я воздушная армия, Сталинградский фронт), лейтенант, Герой Советского Союза (посмертно). Погиб в бою.
- Половинкин, Валентин Алексеевич (20) — советский военнослужащий. Участник Великой Отечественной войны. Гвардии красноармеец. Герой Советского Союза (посмертно).
- Шумавцов, Алексей Семёнович (17) — Герой Советского Союза.

## 11 ноября
- Клыков, Юрий Константинович (16) — участник Великой Отечественной войны, партизан. Погиб в немецком плену.
- Куприн, Павел Тихонович — сотрудник советских органов государственной безопасности, начальник особого отдела НКВД Северного фронта, комиссар государственной безопасности 3-го ранга.
- Герасим Кучерявый (39) — Герой Советского Союза.
- Лещинский, Сигизмунд Владиславович — российский и польский политический деятель.
- Штригль, Рихард фон (51) — австрийский экономист, представитель австрийской школы в экономической науке. Единственный из экономистов австрийской традиции, оставшийся на родине после Аншлюса.

## 12 ноября
- Григорьев, Пётр Григорьевич (43) — советский футболист. Правый крайний нападающий. Заслуженный мастер спорта СССР (1936). Погиб в блокадном Ленинграде.
- Карницкий, Александр Станиславович — российский и польский генерал, герой Первой мировой войны.
- Каллаган, Дэниел Джадсон (52) — американский военно-морской деятель, контр-адмирал периода Второй мировой войны, командовал соединениями линейных кораблей на Тихом океане. Погиб во время ночного боя за Гуадалканал.
- Клягин, Константин Иванович (48) — русский советский писатель, член Союза писателей СССР.
- Нардов, Владимир Леонардович (66) — оперный певец (тенор) и режиссёр оперного театра, Заслуженный артист РСФСР
- Панчишкина, Клавдия Григорьевна (21) — участница Сталинградской битвы.
- Братья Салливан — пять родных братьев, погибших во время морского сражения за Гуадалканал после потопления лёгкого крейсера «Джуно»

## 14 ноября
- Бен Адир (64) — писатель и общественный деятель, один из активистов движения СЕРП.
- Арис, Аркадий Иванович (41) — советский чувашский прозаик, критик, переводчик. Репрессирован. Умер в советском лагере. Реабилитирован посмертно.
- Заслонов, Константин Сергеевич (32) — советский партизан, герой Великой Отечественной войны, Герой Советского Союза (посмертно). Погиб в бою
- Фокс, Сидни (34) — американская актриса, популярная в начале 30-х годов. Покончила жизнь самоубийством.

## 15 ноября
- Жердев, Николай Прокофьевич (31) — военный лётчик, Участник боёв Испании, на реке Халхин-Гол и Великой Отечественной войны. Герой Советского Союза (1939). Погиб в бою.
- Кочетков, Алексей Гаврилович (24) — Герой Советского Союза, участник Великой Отечественной войны (посмертно), активный участник партизанской борьбы на Украине, командир партизанской роты. Погиб в бою.
- Шамрай, Михаил Семёнович (34) — Герой Советского Союза

## 17 ноября
- Герман, Макс (77) — немецкий литературовед и театровед еврейского происхождения. Погиб в нацистском концентрационном лагере.
- Рюмин, Николай Николаевич (34) — советский шахматист, мастер спорта СССР (1931). Умер в эвакуации в Омске.

## 18 ноября
- Климохин, Сергей Капитонович — активный деятель рабочего движения, советский государственный деятель, ближайший соратник М. В. Фрунзе.
- Шамшурин, Василий Григорьевич (22) — Герой Советского Союза.

## 19 ноября
- Аббасов, Балоглан — советский снайпер. Погиб в бою.
- Лайкмаа, Антс (76) — эстонский художник.
- Малкехи, Джон (66) — американский гребец, чемпион и серебряный призёр летних Олимпийских игр 1904.
- Шидловский, Александр Фёдорович (78) — русский учёный-краевед, последний губернатор Олонецкой губернии. Репрессирован, умер в ссылке в Муроме, реабилитирован посмертно.
- Шульц, Бруно — польский писатель и художник еврейского происхождения. Убит немецкими оккупантами.

## 20 ноября
- Гринвелл, Джек (58) — английский футболист и тренер, сердечный приступ.
- Кабанов, Николай Александрович (78) — российский и советский врач-терапевт, учёный и педагог, эсперантист. Умер в эвакуации в Казани.
- Качуевская, Наталья Александровна— санинструктор 105-го гвардейского стрелкового полка (34-я гвардейская стрелковая дивизия, 28-я армия, Сталинградский фронт), гвардии красноармеец. Герой Российской Федерации (посмертно). Погибла, спасая раненых.
- Шефлер, Бела — советский архитектор немецкого происхождения. Расстрелян по обвинению в шпионаже органами НКВД. Реабилитирован посмертно.

## 21 ноября

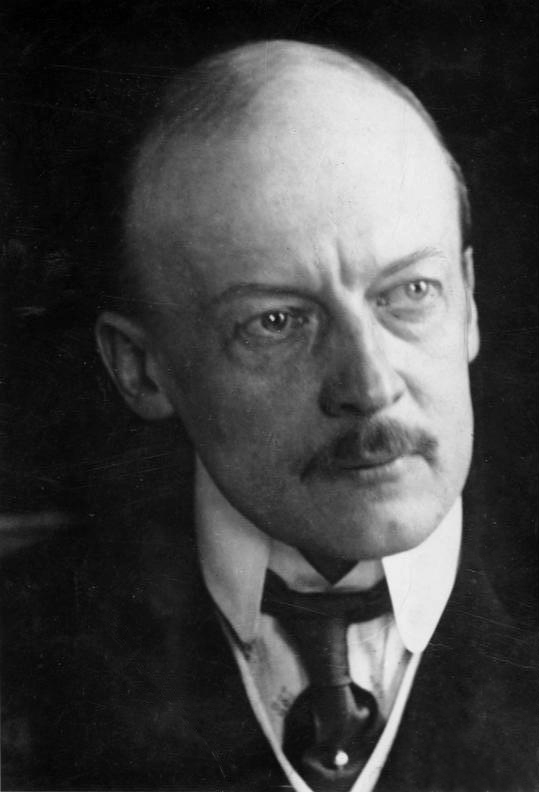
Леопольд фон Берхтольд

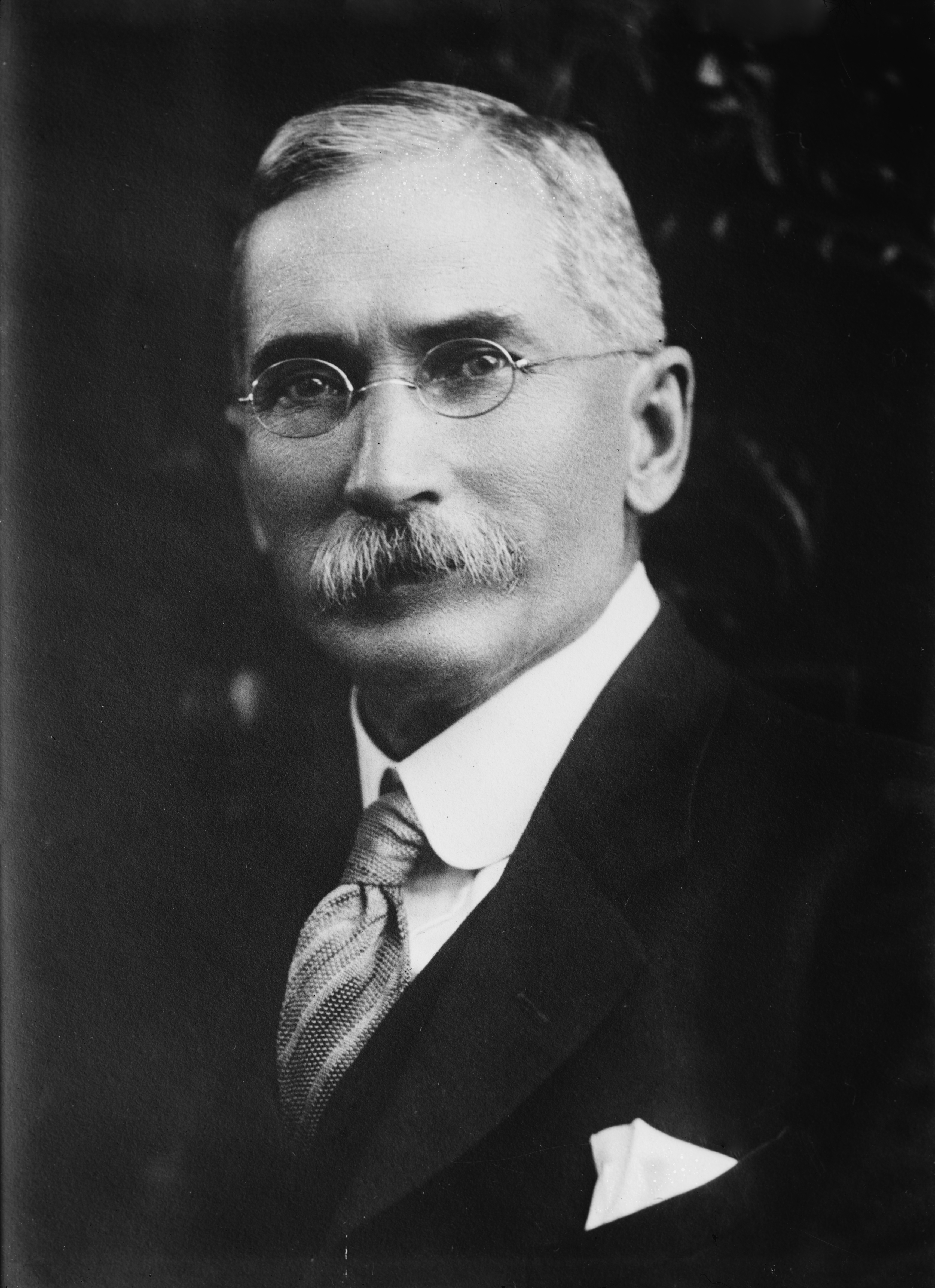
Джеймс Герцог

- Берхтольд, Леопольд фон (79) — граф, австро-венгерский политик, дипломат, посол Австро-Венгрии в России (1906—1911), министр иностранных дел Австро-Венгрия (1912—1915)
- Герцог, Джеймс Барри (76) — южноафриканский политик, премьер-министр ЮАС (1924—1939)
- Гужвин, Пётр Кузьмич — младший лейтенант Рабоче-крестьянской Красной Армии, участник Великой Отечественной войны, командир взвода 276-го стрелкового полка 11-й стрелковой дивизии войск НКВД 37-й армии Закавказского фронта. Герой Советского Союза (посмертно). Закрыл собой амбразуру дзота.
- Забуров, Иван Сергеевич (22) — участник Великой Отечественной войны, командир стрелковой роты 103-го гвардейского стрелкового полка 34-й гвардейской стрелковой дивизии 28-й армии Сталинградского фронта, гвардии лейтенант. Закрыл своим телом амбразуру пулемёта.
- Лёнберг, Эйнар (76) — шведский зоолог и сторонник охраны природы.

## 23 ноября
- Аббасов, Балоглан — советский снайпер, участник Великой Отечественной войны, старший сержант., погиб в бою.
- Дубинец, Андрей Петрович (31) — участник Великой Отечественной войны, командир мотоциклетной роты 1-й мотострелковой дивизии 20-й армии Западного фронта, лейтенант. Герой Советского Союза. Погиб в бою.
- Клименко, Иван Иванович (28) — участник Великой Отечественной войны, командир танковой роты 152-го танкового батальона 69-й танковой бригады 4-го танкового корпуса 21-й армии Сталинградского фронта, лейтенант, Герой Советского Союза (посмертно). Погиб в бою.
- Королёва, Марионелла Владимировна (20) — советская киноактриса, героиня Великой Отечественной войны, санинструктор, героиня повести «Четвёртая высота» Елены Ильиной. Погибла в бою.
- Лебедев, Николай Александрович (28) — советский танкист-ас, участник Великой Отечественной войне, Герой Советского Союза (посмертно). Уничтожил 28 танков противника. Погиб на фронте.
- Лёнберг, Эйнар (76) — шведский зоолог и сторонник охраны природы.
- Силес Рейес, Эрнандо (60) боливийский государственный и политический деятель, 31-й президент Боливии. Умер в изгнании в Перу.
- Тентелис, Август (66) — латвийский педагог, историк и политик. Декан факультета филологии и истории Латвийского университета. Профессор и ректор (1925) Латвийского университета. Почётный доктор исторических наук (1936). Министр образования Латвии (24.01.1928 — 30.11.1928; 11.07.1935 — 21.08.1938). Директор Института истории.
- Хории, Томитаро (52) — японский военачальник, генерал-майор императорской армии Японии, командир 55-й дивизии. командующий оккупационными войсками на Новой Гвинее (1942). Погиб во время боевых действий.

## 24 ноября
- Кенсы, Францишек (22) — блаженный Римско-католической церкви, мученик, мирянин. Казнён немецкими нацистами.
- Кристенсен, Карл Фредерик Альберт (70) — датский ботаник.
- Пече, Ян Яковлевич (60) — латвийский и российский коммунист, революционер.
- Усов, Павел Васильевич (25) — командир взвода 7-го понтонно-мостового батальона 7-й армии. Герой Советского Союза (1940), младший лейтенант. Погиб при выполнении боевого задания.

## 25 ноября
- Малов Николай Алексеевич (08.12.1917-25.11.1942)- старшина, механик-водитель танка Т-34 в 242 танковом батальоне 28 танковой бригады Западного фронта. Награждён орденом «Красного Знамени». Погиб в бою в ходе Ржевско-Сычёвской наступательной операции. Похоронен в братской могиле в с/п «Итомля» д. Трубино Оленинского района Тверской области.

## 26 ноября
- Волкова, Надежда Терентьевна (22) — участник Великой Отечественной войны, участник подпольной и партизанской борьбы на Харьковщине, Герой Советского Союза (посмертно). Погибла в бою с карателями.
- Спатаев, Карсыбай (24) —) — заряжающий миномёта 2-й батареи 13-го отдельного конно-артиллерийского дивизиона 61-й кавалерийской дивизии 4-го кавалерийского корпуса Южного фронта, рядовой, Герой Советского Союза (посмертно). Погиб в бою.
- Трухачёв, Сергей Михайлович (63) — — русский (Российская империя и Белое Дело) военачальник, генерал-майор Генштаба. Первопоходник. Умер в Ницце.
- Фик, Игнаций (38) — польский поэт, публицист, литературный критик, деятель коммунистического движения. Казнён немецкими оккупантами.
- Яворский, Болеслав Леопольдович (65) — русский и советский музыковед и пианист. Умер в эвакуаци в Саратове.

## 27 ноября
- Ганский, Пётр Павлович (75) — российский художник-импрессионист. Умер во Франции.
- Осоргин, Михаил Андреевич (64) — русский писатель, журналист, эссеист. Умер во Франции.
- Хармс, Герман Август Теодор (72) — немецкий ботаник
- Щербак, Александр Михайлович (27) — участник Великой Отечественной войны, секретарь Харьковского подпольного обкома ЛКСМУ Герой Советского Союза (посмертно). Погиб в бою с карателями.

## 28 ноября
- Занадворов, Владислав Леонидович (28) — советский писатель и поэт.
- Капетанович, Исмет — югославский партизан Народно-освободительной войны, Народный герой Югославии (посмертно). Погиб в бою с чётниками

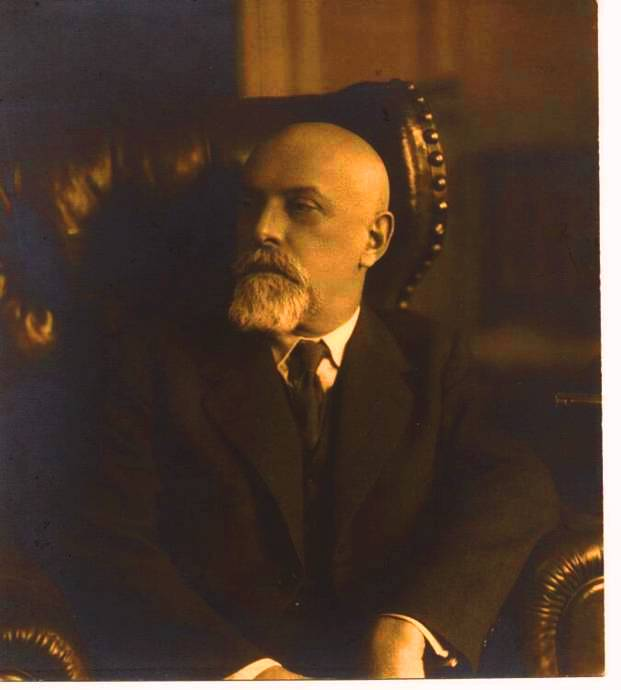
Максим Кончаловский

## 29 ноября
- Венцов, Николай Сергеевич — майор Рабоче-крестьянской Красной Армии.
- Кончаловский, Максим Петрович (67) — выдающийся российский и советский врач, крупный клиницист, основатель школы клиники внутренних болезней.
- Кулик, Илья Александрович (18) — Герой Советского Союза.

## 30 ноября
- Абрамашвили, Николай Георгиевич (23) — лётчик 273-го истребительного авиационного полка 268-й истребительной авиационной дивизии 8-й воздушной армии Сталинградского фронта, капитан. Герой России (посмертно). Погиб в бою.
- Винокуров, Вячеслав Петрович (28) — советский танковый командир, подполковник, Герой Советского Союза (1938), участник Великой Отечественной войны. командир 200 отдельной танковой бригады 6 танкового корпуса. Погиб в бою.
- Кошкин, Алексей Иванович (22) — — участник Великой Отечественной войны, командир взвода автоматчиков 1-го ударного отряда особого назначения Туапсинского оборонительного района 18-й армии Закавказского фронта, лейтенант. Герой Советского Союза (посмертно). Погиб в бою.